# Людина без паспорта
Людина без паспорта (рос. Человек без паспорта) — радянський художній фільм, знятий 1966 року у СРСР на кіностудії Мосфільм.
Фільм вийшов у прокат в УРСР 1966 року з українським дубляжем від Кіностудії Довженка. Станом на 2020 рік український дубляж фільму досі не знайдено та не відновлено.

## Сюжет
Фільм оповідає про діяльність радянських контррозвідників, які знешкодили іноземного шпигуна на прізвисько «Білий», якого інфільтрували у СРСР під прізвищем «Рябич» для здобуття секретної інформації про військово-промисловий об'єкт, розташований у тайзі, у районі міста Приозерськ.
Для аерофотойомки задіяні голуби.

## У ролях
- Володимир Заманський — Олександр Рябич
- Геннадій Фролов — Володимир Бахров
- Микола Гриценко — Петро Ізмайлов
- Ліонелла Пир'єва — Ольга Гончарова
- Олексій Ейбоженко — Костянтин Лєжнєв
- Михайло Погоржельський — Василь Зубарєв
- Володимир Осєнєв — Федір Катко
- Костянтин Тиртов — Семен Заблуда
- Олексій Свєлко — Олейченко
- Віктор Павлов — Горохов
- Євгенія Ханаєва — Клавочка, працівниця поштового відділення